# O ljubvi
O ljubvi (russisk: О любви, da.: Om kærlighed) er en sovjetisk spillefilm fra 1970 instrueret af Mikhail Bogin.

## Medvirkende
- Victoria Fjodorova som Galja
- Sergej Drejden som Mitja
- Eleonora Shasjkova som Vera
- Vladimir Tikhonov som Petja
- Oleg Jankovskij som Andrej
- Bibi Andersson